# 衛星都市
衛星都市（えいせいとし、英語: satellite city）とは、ある都市圏において、大都市などの相対的に大きな中核都市と社会的・経済的に密接な関係を持ちながら、その中核都市の一部機能（産業、住宅など）を分担・補助し、なおかつ行政的には中核都市と別個である都市のこと。中核都市を惑星に見立て、周辺に衛星のように存在することからの呼称。対義語は母都市。
衛星都市の形成には、以下の2つの場合がある。
1. 地勢や経済構造の結果として、天然発生的に形成される場合。
2. 行政等の都市計画において、人為的に開発される（計画都市）場合。

前者の場合、中核都市を中心とした都市圏の発達にともなう、交通機関・交通網の発達によって、後者の場合、中核都市の過密によって起こる都市問題の解消のため、新たな住居・事業所等の土地を求め、まとまった人口や都市機能が中核都市周辺の小都市や集落等へ移転し、そこが都市化することによって形成される。

## 概要
satellite cityという語は、1915年にグレアム・ロメイン・テイラーが同名の著書で用いたのが最初である。定義には議論があるが、おおむね以下の要件を備えるものとされる。
- 母都市の都市圏構造の中に組み込まれている。
- 母都市とのあいだに、日常的に産業および社会活動の交流が行われている。
  - 相互に、あるいは一方向的に、通勤・通学、消費者流出等がみられる。
- 都市としての中心性・主体性を持ち、行政区画としても独立し、形態的に母都市から分離している。

以上の要件から見れば、拠点性を（その強弱に関わらず）独自に持っている点で、衛星都市は、郊外とは指す概念が異なる。成熟した中核都市が膨張したことにともなう衛星都市の形成の場合には、その中心を中核市街地の一部とみなす見方もある。
計画都市としての衛星都市は、イギリスの田園都市構想および大ロンドン計画を嚆矢とする。

### 衛星都市の種類
住宅衛星都市
住宅地の供給をおもな機能とした衛星都市。衛星都市の多くが該当する。
工業衛星都市
工業地域を集積した衛星都市。

## 衛星都市の傾向
- 住宅衛星都市は夜間人口が昼間人口より多い傾向にある。
  - 都市住人の匿名性等の影響を受けやすいため、繁華街から少し離れるだけで農地が見られる、といったような牧歌的な地理状況とは裏腹に、都市型犯罪が起きやすい傾向がある（郊外型犯罪参照）。
- 衛星都市の発達は、逆に従来の中核都市のドーナツ化や都心の荒廃を招く要因になることがある。
- 多くの場合、大挙して押し寄せる新住民および通勤通学者の利便性要求を受ける形で交通網、商店、さらに医療機関、飲食店、娯楽施設などが急速に充実したあと、経済的に停滞しやすい。

## 日本における状況
- 1941年（昭和16年）、内務省国土局は大都市の防空力増強を目的に衛星都市建設構想を立案。全国主要都市、例えば東京周辺では横浜市、川口市、立川市等に集中する人口を約50キロの円周上に分散させることとされた[3]が、構想が浮上した直後に対米戦が始まり、各都市に空襲が行われ、第二次世界大戦の終結を迎えた。
- 日本では1960年代以降、首都圏周辺の農村等に主要道路や鉄道交通が開通するに至り、さらには近畿圏や中京圏でも衛星都市出現が顕著となった。他の地方都市でもこれら衛星都市を抱えて発展してきた地域が多い。
- たとえ県庁所在地であろうと近隣の他の都府県に大都市がある場合は、その大都市の衛星都市となることがほとんどである（例：大津市・奈良市）。政令指定都市でも、横浜市・川崎市・相模原市・さいたま市・千葉市・堺市は昼間人口比率100%未満であり衛星都市としての性格が強く、昼間人口比率100%以上の京都市・神戸市も衛星都市としての側面を持つ。
- 大都市の衛星都市であっても、政令指定都市や中核市・特例市の指定を受けるなど人口の多い衛星都市である場合はその都市がさらに衛星都市を持つ場合がある（千葉市に対する市原市、さいたま市に対する上尾市、横浜市に対する藤沢市、岐阜市に対する羽島市、奈良市に対する大和郡山市、神戸市に対する明石市など）。こういったケースは特に近郊電車または新幹線が通じていて大都市への通勤が可能かつ、ある程度離れているため昼間人口比率が高く独自の都市圏を保有するといった性格を持つ、いわゆる準衛星都市（関東でいえば小田原・熊谷・木更津・つくば・古河・小山・宇都宮、中京圏でいえば岐阜・豊橋・四日市、近畿圏でいえば彦根・奈良・姫路・和歌山など）に多い。
- 日本における住宅衛星都市の独自呼称として、ベッドタウンがある（和製外来語）。ただしベッドタウンは、「通勤者が眠るためだけに帰る[1]」場所という指摘をはらんでいる点で、上記のロンドンの衛星都市などが備える理念や構造と異なる。
  - 1970年代の核家族や1980年代のニューファミリーの比率が高く、賃貸住宅に比べて分譲住宅の方が多い。